# Серов, Михаил Ефремович

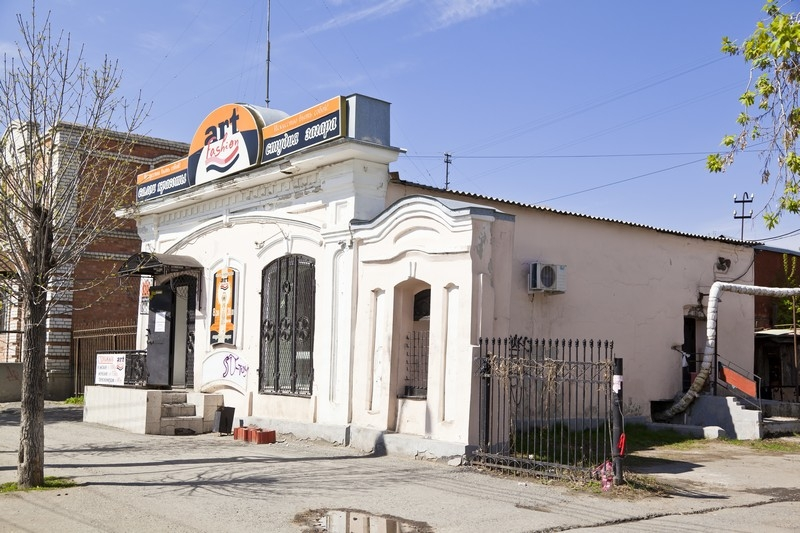
Ренсковый погреб (торговая лавка) М. Е. Серова, г. Курган, ул. Куйбышева, 121.

Михаил Ефремович Серов (1851, Камышлов, Пермская губерния — 1896, Курган, Тобольская губерния) — российский государственный деятель, городской голова города Кургана (1895—1896), курганский 2 гильдии купец.

## Биография
Михаил Серов родился в 1851 году в купеческой семье в городе Камышлове Камышловского уезда Пермской губернии, ныне город областного подчинения Свердловской области.
2 (14) августа 1873 года заключил контракт с шадринским 2 гильдии купцом Николаем Тимофеевичем Вагиным служить у него в Кургане при торговых делах приказчиком один год с жалованьем 300 руб. на его, Вагина, столовом содержании и квартире, с отоплением и освещением. Серов и Вагин были женаты на сёстрах.
В 1877 году Серов перечислен из камышловских в курганские купцы. Торговал вином. До того, как выстроить свой ренсковый погреб (магазин, торгующий алкогольными напитками навынос), Серов арендовал для него помещение в доме купчихи Карповой. Впоследствии, до 1895 года, перечислен из купеческого в мещанское сословие.
В 1878 году был избран в городскую Думу и не просто гласным, но членом управы и заступающим место городского головы.
21 октября (2 ноября)  1878 года купил усадьбу у Ивана Филипповича Абоимова, находящуюся на углу Троицкой улицы и Компанейского переулка (ныне ул. Куйбышева — ул. 1-я Заводская). Там стоял деревянный одноэтажный дом, деревянный флигель, два амбара, две конюшни, завозня, погреб и баня. Он стал перестраивать усадьбу и в 1884 году имел двухэтажный деревянный дом на каменном фундаменте, каменный ренсковый погреб в улицу, два амбара, две конюшни, отдельно стоящую кухню, погреб и баню. Сохранился ренсковый погреб (торговая лавка), ныне объект культурного наследия регионального значения, ул. Куйбышева, 121. Ныне в здании магазин «Курганский пивной склад».
В 1881—1882 годах купил две усадьбы на углу улиц Запольной и Ново-Запольной вдоль Компанейского переулка (ныне ул. Урицкого и ул. Гоголя — ул. 1-я Заводская), получая участок 17х60 саж. с растущим на нём берёзовым лесом. Заплатил 202 руб. серебром.
В 1884 году купил ещё одну усадьбу – на улице Солдатской (ныне ул. Максима Горького), но продал её в 1890 году мещанке Юлии Константиновне Новосёловой. После смерти свояченицы Надежды Алексеевны Вагиной в 1886 году М. Серов был назначен опекуном её детей и с большим трудом смог отстоять их права на движимое и недвижимое имущество, расположенное вблизи деревни Вороновки (ныне в черте Кургана).
В 1890 году избран товарищем директора курганского Общественного банка Василия Багашева.
В 1892 году рекомендован агентом страхового общества «Россия» по страхованию имущества от огня и жизни от несчастного случая, но не заключил ни одного страхования жизни «в виду крайне бедственного положения жителей в нынешний голодный год, да и публика очень мало знакома со страхованием жизни».
В 1894 году вновь был избран в городскую Думу заступающим место городского головы.
В 1895 году пожертвовал 25 руб. на Курганскую сельскохозяйственную и кустарно-промышленную выставку.
Городской голова Иван Иванович Филинов отказался от должности и обязанностей гласного и 12 (24) сентября 1895 года был уволен от должности.  2 (14) октября 1895 года путём закрытой баллотировки произведены были выборы нового городского головы для дослужения текущего четырёхлетия с 1894 по 1898 год. Гласные П.В. Соколов, Ф.В. Шветов, А.В. Толкачёв, И.И. Бакинов, М.М. Дунаев, М.Е. Серов и М.Л. Щербаков, предложенные к баллотировке на должность городского головы, от баллотировки отказались. Баллотировались: Дмитрий Иванович Смолин, Пётр Дмитриевич Смолин и Иван Иванович Меньщиков, причём большинство избирательных шаров получил Д.И. Смолин 16 избирательных и 9 неизбирательных, П.Д. Смолин получил 15 избирательных и 1 неизбирательный, И.И. Меньщиков — 9 избирательных и 8 неизбирательных. Избранным, таким образом, оказался Д.И. Смолин. Все трое от предложенной должности отказались. 12 (24) октября 1895 года оклад городского головы был увеличен с 1000 рублей до 1800 рублей в год. Баллотировались: А.В. Толкачёв и П.И. Бакинов. Алексей Васильевич Толкачёв получил 11 избирательных и 2 неизбирательных голоса, был избран, но отказался. В третьей баллотировке участвовали М.Е. Серов и Павел Васильевич Соколов. С разницей в 1 голос победил М.Е. Серов. 28 ноября (10 декабря)  1895 года был утверждён губернатором в должности городского головы.
В 1896 году в Кургане создана первая ветеринарная лечебница. Городской голова уступил свою усадьбу на углу Запольной и Компанейского ветврачу Николаю Лыткину для устройства аптеки и квартир фельдшеру и караульному. За место он денег не взял, а помещениями разрешил первый год пользоваться бесплатно, а в последующие платить по 60 рублей в год. Лес на постройку главного здания лечебницы был пожертвован городской управой. Остальное количество строительных материалов также было пожертвовано разными лицами. Лечебница просуществовала до 1950-х годов, пока не вышло постановление, запрещающее держать домашних животных в черте города.
В июне 1896 года Курган три дня праздновал коронацию Николая II и Александры Фёдоровны. Устройством гуляний занимался городской голова Серов и крестьянский начальник Сергей Валерьянович Карнович (отец актёра Сергея Карнович-Валуа). Их дома были украшены зеленью и лентами, между казначейством и домом купцов Меньщиковых была устроена триумфальная арка, на нижнем базаре для народного гулянья было отведено специальное место, на котором устроили открытые павильоны, карусели, гигантские столбы и прочие развлечения. При входе на это место тоже стояла триумфальная арка. По вечерам Василий Серов устраивал фейерверки.
Михаил Серов умер в 1896 году во время эпидемии холеры в городе Кургане Курганского округа Тобольской губернии, ныне город — административный центр Курганской области.

## Семья
- Дед, Денис Фёдоров Серов (1799/1800—?), камышловский 3-й гильдии купец (в 1858 году)
- Бабушка, Мариамна (Маремьяна) Ларионова (1801—?)
  - Отец, Ефрем Денисов Серов (1826/1827—?), камышловский 2-й гильдии купец
  - Мать, Анна Григорьева (1830—?)
    - Брат, Константин Ефремов Серов (1864—22 февраля (5 марта)  1884 года, от ушиба)
- Жена, Пелагия Алексеевна (урожд. Павлова, ?—1896), дочь шадринского мещанина.
  - Сын Василий (22 декабря 1873 года (3 января 1874 года)—?), с 1896 года председатель вольно-пожарного общества. Гласный городской Думы и член управы в 1910—1914 годах.
    - Жена Василия — Варвара Евстафьевна, их дети: Анна (1897—?), Августа (1899—?), Сергей (19 марта (1 апреля)  1900 года—?), Иван (15 (28) марта 1901 года—?), Зоил (2 (15) марта 1903 года—?), Гаафа (10 (23) февраля 1905 года—?), Нина (23 ноября (6 декабря)  1906 года-1910), Виктор (19 марта (1 апреля)  1910 года—?), Сусанна (29 апреля (12 мая)  1912 года—?), Нина (30 декабря 1915 года (12 января 1916 года)—?). Сергей и Иван служили в Красной армии в годы Гражданской войны.

  - Сын Сергей (28 сентября (10 октября)  1875 года—11 (23) января 1876 года)
  - Дочь Таисья (20 сентября (2 октября)  1876 года—?),
  - Сын Михаил (1878—26 января (7 февраля)  1900 года, от разрыва сердца)
  - Сын Алексей (20 февраля (4 марта)  1879 года—27 ноября (10 декабря)  1909 года), служил в армии в 1900—1906. Получил несколько ножевых ран во время ссоры со своим работником Малыгиным, от которых скончался в больнице, в момент преступления Малыгин был пьян до невменяемости. Суд приговорил Малыгина к 8 месяцам тюрьмы без лишения прав.
  - Сын Пётр (18 (30) июня 1880 года—22 мая (3 июня)  1881 года)